# Lampanyctus macropterus
Lampanyctus macropterus és una espècie de peix de la família dels mictòfids i de l'ordre dels mictofiformes.

## Morfologia
- Els mascles poden assolir 6,8 cm de longitud total.[4][5]

## Hàbitat
És un peix marí i d'aigües profundes que viu fins als 2.091 m de fondària.

## Distribució geogràfica
Es troba al Golf d'Aden, la Mar d'Aràbia, el Pacífic occidental central, el Pacífic oriental central i la Mar de la Xina Meridional.